# Charles Landelle
 (août 2013).
Charles Zacharie Landelle, né le 2 juin 1821 à Laval et mort le 13 octobre 1908 à Chennevières-sur-Marne, est un peintre de genre et portraitiste français.

## Biographie
Né d'une famille modeste, Charles Landelle épouse en 1857 Alice Letronne, fille du garde général Jean-Antoine Letronne qui sauva les Archives nationales en 1848. De cette union, naîtront deux fils, Georges (également peintre, et graveur) et Paul, décédés tous du vivant de leur père. Une nièce d'Alice Landelle-Letronne, Caroline Januszkiewicz, épousera l'homme de lettres stendhalien Casimir Stryjeński.
Fils d'employé de la préfecture de Laval, il suit en 1827 son père à Paris. Il ne reviendra dans sa ville natale qu'à la fin de sa vie.
Il développe un talent et un métier très solide à l'École des beaux-arts de Paris où il est admis en 1837, comme élève de Paul Delaroche et d'Ary Scheffer. Au début de sa carrière, il peint plusieurs portraits pour subvenir à ses besoins. Influencé par la peinture italienne après des voyages dans le Sud de la France et en Italie, il effectue des copies de quelques toiles des grands maîtres de la Renaissance au Louvre. 

### Le salon
Ses portraits et ses grands tableaux religieux connaissent un succès immédiat, et lui permettent de gagner la reconnaissance de la haute société du XIXe siècle. En 1841, il expose son premier tableau, un autoportrait. Il est remarqué par Louis-Philippe au salon de 1841 et aussitôt médaillé et reconnu par la critique.
Ses succès critiques au Salon lui assurent vite (une prospérité ?) 
Cette même année il réalisa au pastel le portrait d'Alfred de Musset, aujourd'hui conservé au Musée du Louvre. L'artiste embrasse donc une carrière de peintre officiel entre commandes d'État et portraits de membres de la haute société. Capable de s'adapter au goût et aux modes de son temps, Landelle gagne vite une notoriété qu'il sait entretenir, n'oubliant jamais d'offrir un portrait ou une toile à ses bienfaiteurs. En 1848, la Ville de Paris lui achète Sainte-Cécile conservé à l’église Saint-Nicolas-des-Champs.
En 1849, Landelle expose deux portraits de femme au salon.

### Second empire
Napoléon III, qui l'admire beaucoup, lui achète les deux toiles des Béatitudes (1852) pour les offrir à la ville de Laval. Il reçoit de nombreuses commandes d'État, notamment Le Repos de la Vierge en 1854. C'est la consécration et la fortune.
Il est le portraitiste talentueux de la société du Second Empire (Portrait d'Alfred de Musset, Château de Versailles, Portrait de Mounet-Sully, Les Pêcheries, musée de Fécamp).
Les musées, les églises (Saint-Sulpice, Saint-Germain-l'Auxerrois), les bâtiments publics, les palais nationaux (l'Élysée) s'ornent de ses grandes compositions. 
À la suite d'une commande de l'empereur, il réalise la décoration d'un salon du palais de l'Élysée, celui des aides de camp, en 1859. Six dessus de portes représentant les quatre éléments (L'Eau, Le Feu, L'Air et La Terre) et une allégorie de La Paix et de La Guerre. Peintre prolifique et virtuose, Charles Landelle a réalisé environ 2 000 à 3 000 tableaux avec les répliques.

### L'orientalisme
Charles Landelle est également un représentant de la peinture orientaliste. De ses voyages en Afrique du Nord et au Moyen-Orient dans les années 1860, il laisse des œuvres souvent très réussies. Son premier voyage au Maroc date de 1866, mais le peintre exerce peu son art et préfère faire partie de la délégation officielle.
C'est en 1866 qu'il réalise Femme fellah qui lui vaut le surnom de peintre des fellahs, œuvre achetée par l'empereur sur sa cassette personnelle, détruite dans l'incendie du château de Saint-Cloud en 1870. Une réplique, exécutée par Charles Landelle, est conservée au musée du Vieux Château de Laval.
En 1875, il est en Égypte, et descend le Nil avec l'explorateur Mariette. Chaque année, il va en Orient ou en Algérie et rapporte des tableaux.  À la fin de sa vie, Charles Landelle encouragea la réalisation à Laval d'un musée de peinture qu'il inaugura en 1895, au faîte de sa gloire, aux côtés du président de la République : c'est l'actuel musée des Sciences.
Charles Landelle meurt sans descendance en 1908 à Paris. À sa mort, il possède des propriétés foncières, des villas, un hôtel à Paris. Le tout avec du beau mobilier, et des tapisseries.

## Sources
- M.H Desjardins, Des peintres au pays des falaises 1830 - 1940, Éditions des Falaises, Fécamp, 2004, pages 80 à 83.

## Œuvres
- Femme de Jérusalem, huile sur toile, 55 x 38 cm, Gray (Haute-Saône), musée Baron-Martin.
- La Juive de Tanger, huile sur toile, après 1866, Reims, Musée des Beaux-Arts de Reims.
- Jeune bohémien Serbe , huile sur toile, après 1860, Nantes, Musée des Beaux-Arts de Nantes.
- Portrait de Marcel Victor Paul Camille Ferri-Pisani-Jourdan de Saint-Anastase, huile sur toile, Collection privée Thomas Meerman.
- Portrait de Mounet-Sully, huile sur toile, 1875, 92 x 65 cm, Les Pêcheries, musée de Fécamp

## Galerie
Un certain nombre de ses œuvres est conservé en musée. Un fonds important existe à Laval mais aussi au musée du Louvre, au château de Versailles, au Musée Ingres, au musée des beaux-arts de Reims, de Grenoble, de Pau, Rouen.

Œuvres de Charles Landelle
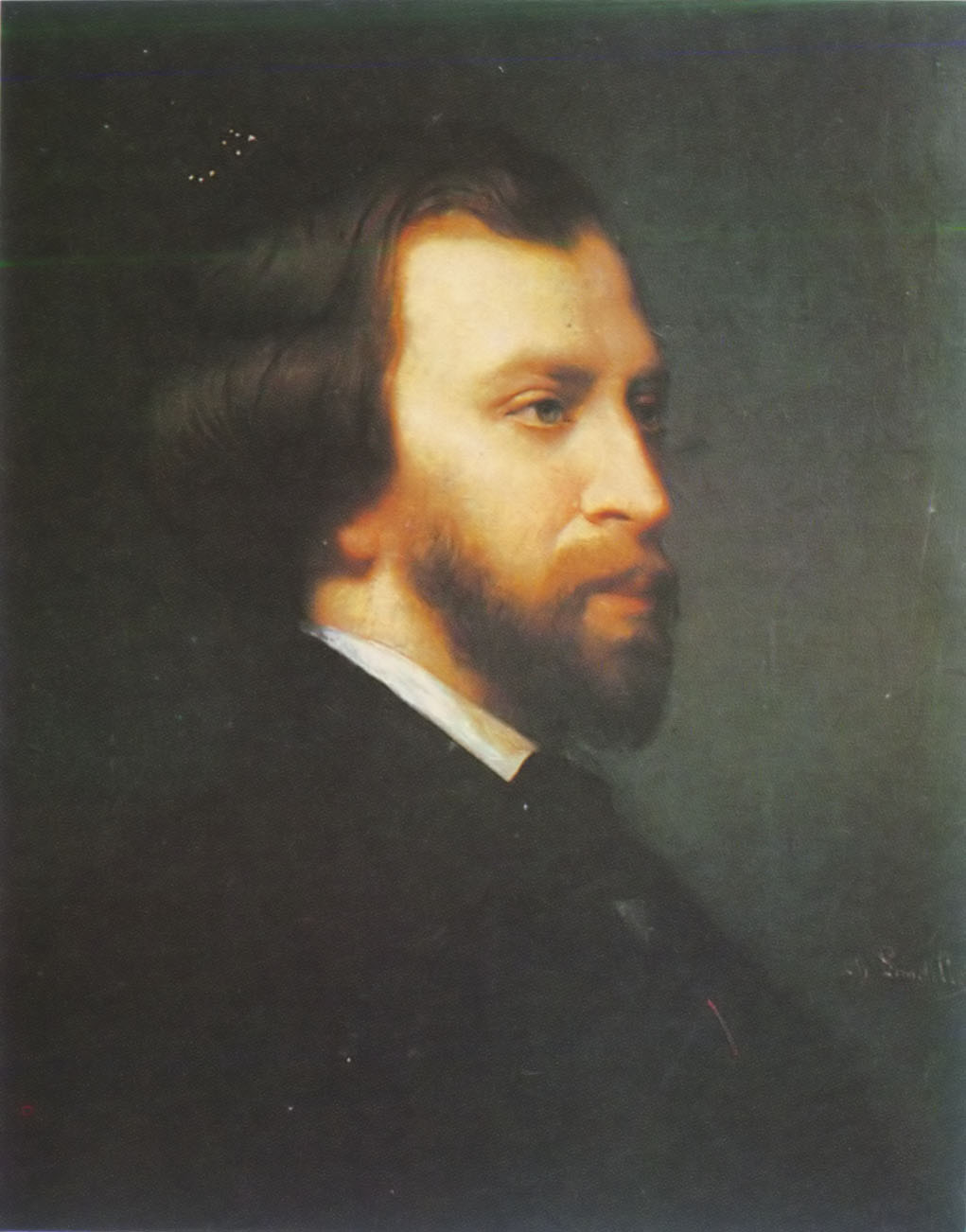
Portrait d'Alfred de Musset (1854), château de Versailles.
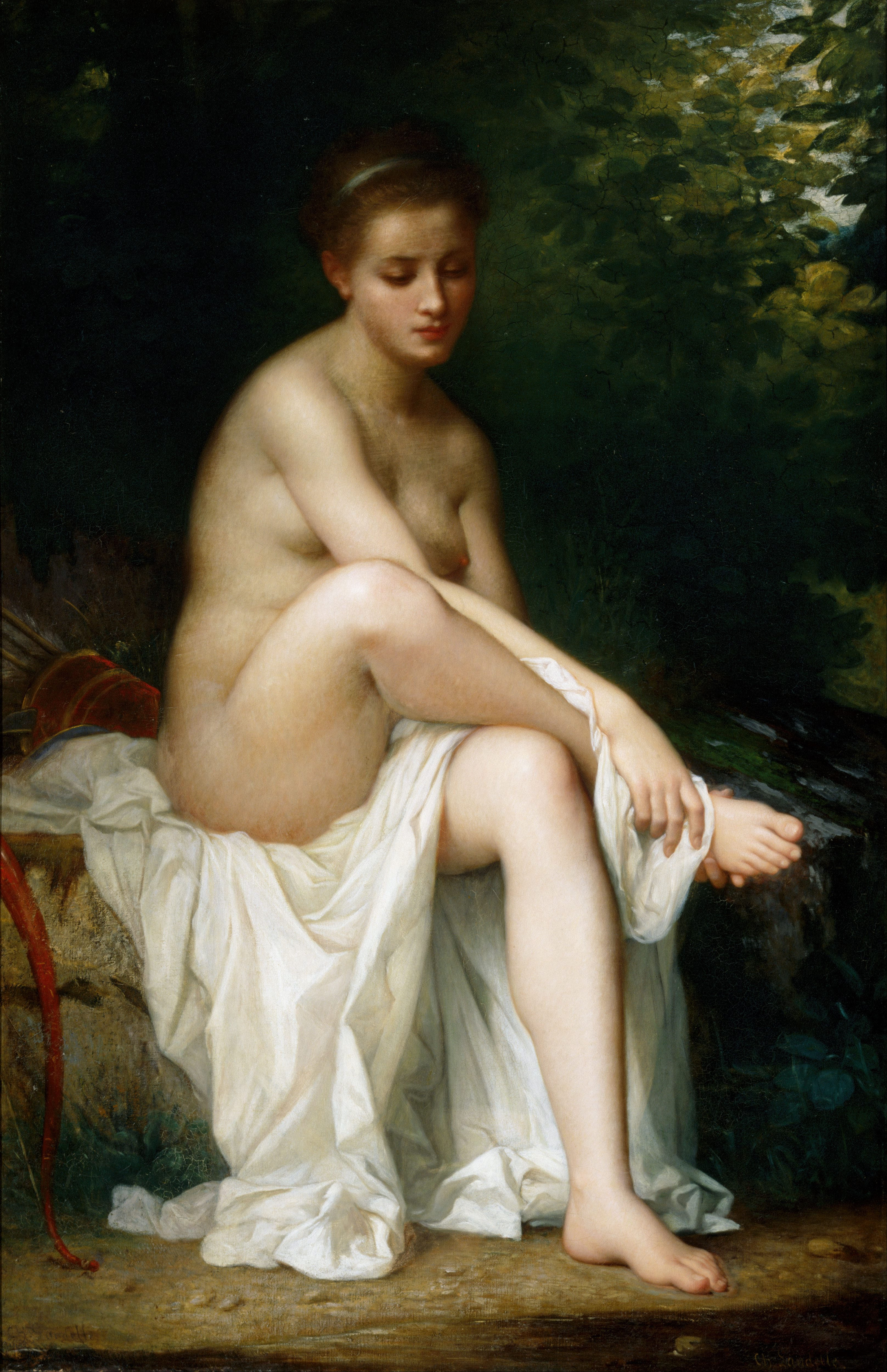
Isménie, nymphe de Diane.
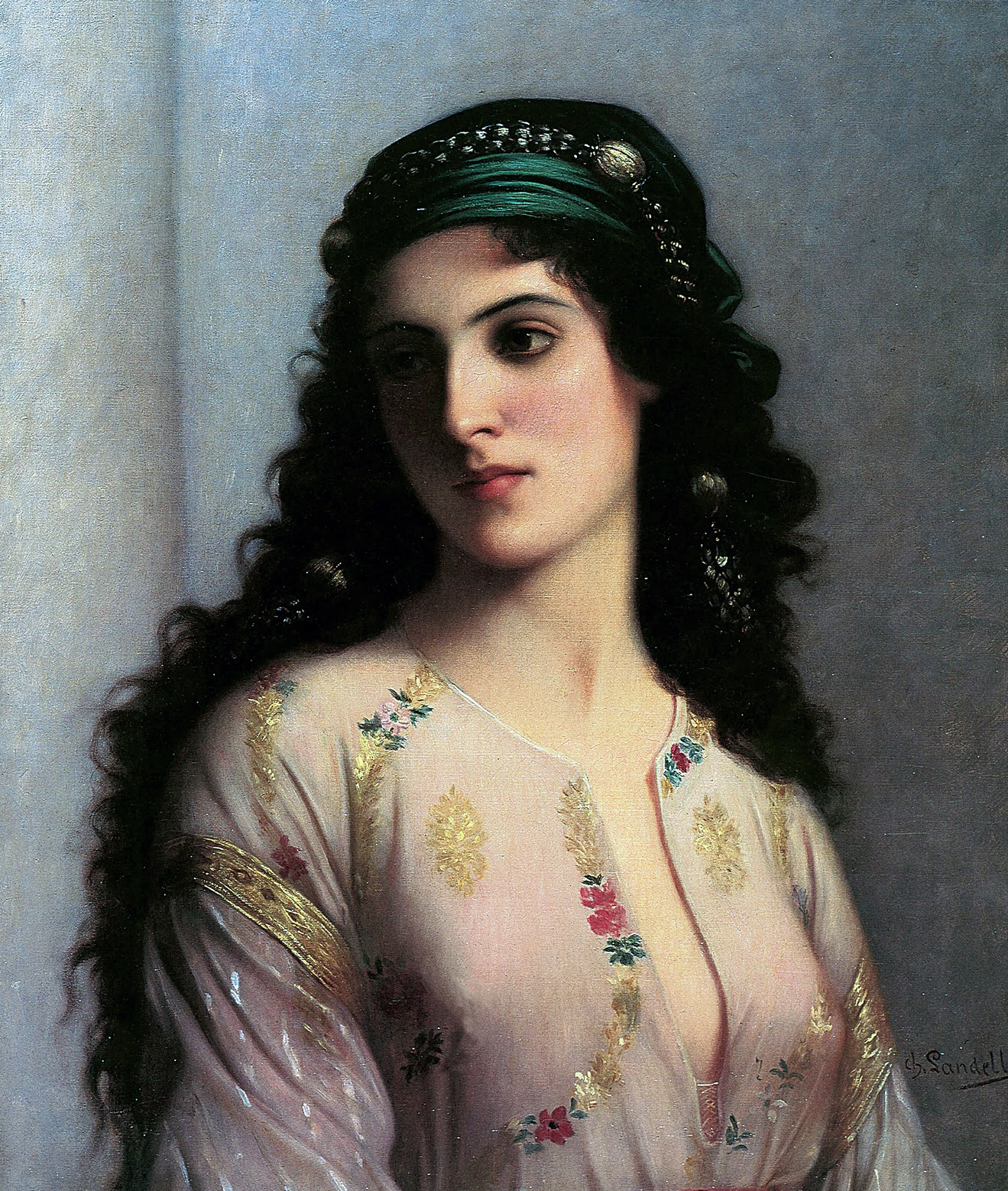
Juive de Tanger au musée des beaux-arts de Reims.
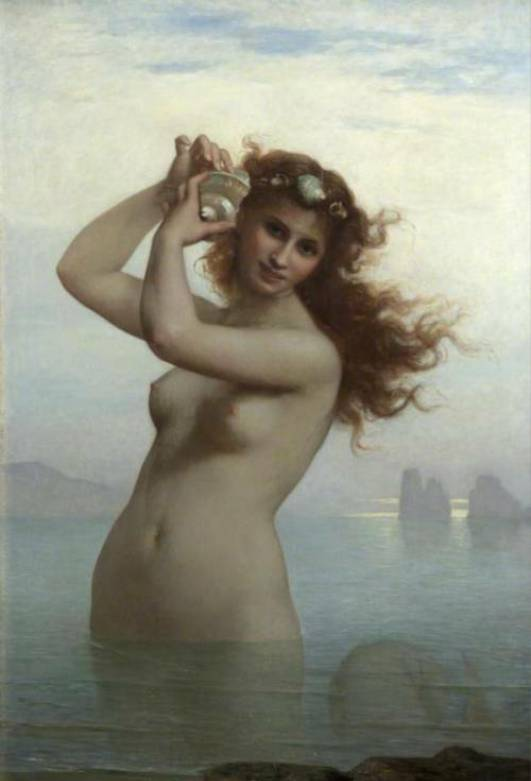
La Sirène.
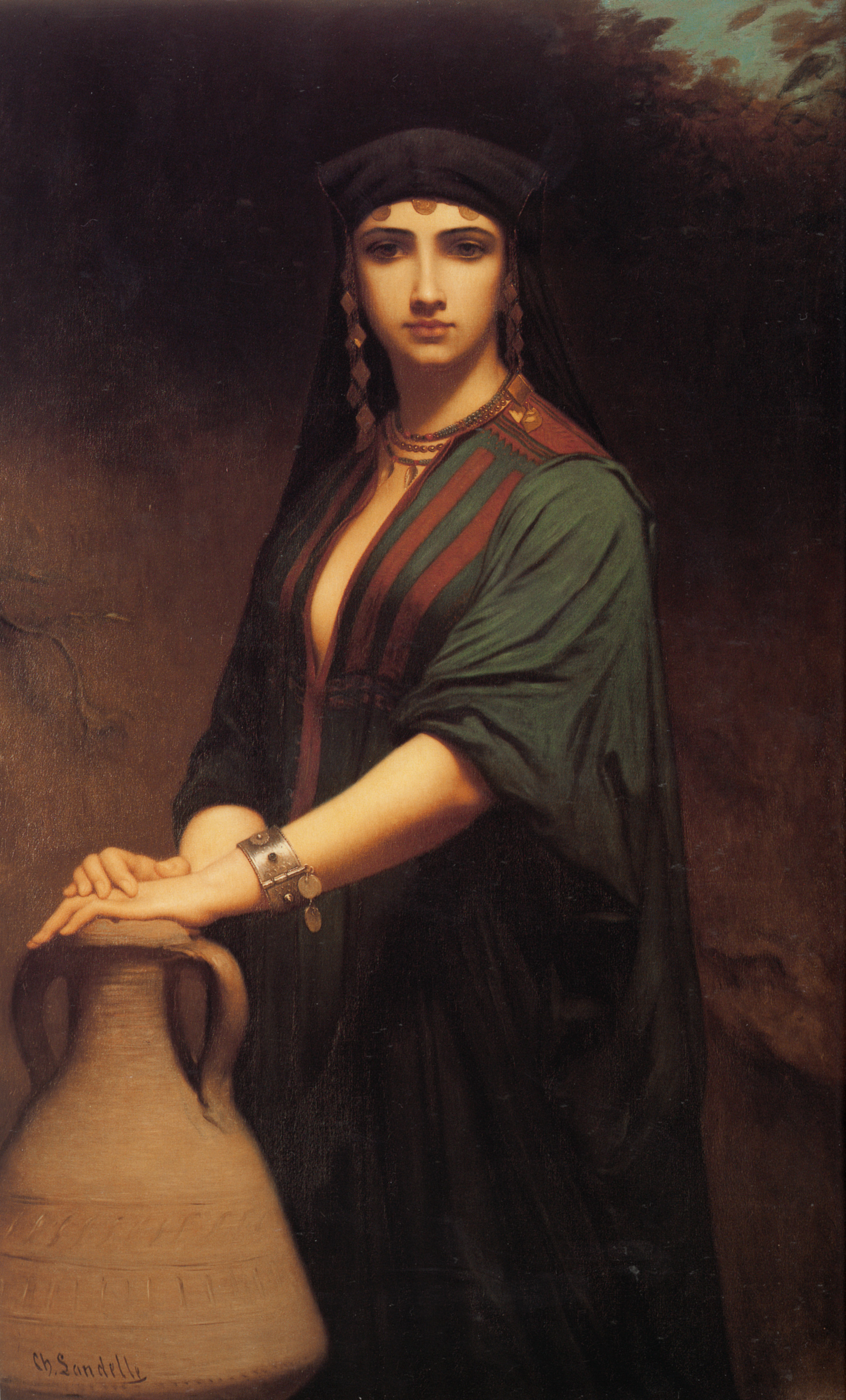
Une Fellah.